# L'anno del jackpot
L'anno del jackpot (The Year of the Jackpot) è un racconto lungo di fantascienza apocalittica del 1952 dello scrittore statunitense Robert A. Heinlein.
Nella storia, che tocca i ricorrenti temi di Heinlein del survivalismo e del puritanesimo dei costumi sociali del tempo, uno statistico incontra l'amore e una inquietante conclusione.

## Storia editoriale
Il racconto fu pubblicato per la prima volta nel numero di marzo 1952 della rivista Galaxy Science Fiction; questa versione riporta date specifiche che furono omesse nell'edizione successiva, quando fu incluso nell'antologia personale The Menace From Earth del 1959.
La prima traduzione italiana, intitolata Astro instabile fu pubblicata a puntate nel 1955, in appendice ai volumi dal n. 72 al n. 75 della collana Urania.
Nel 1961 la Einaudi ha pubblicato la traduzione di Angelo Ventura, intitolata L'anno del diagramma, nell'antologia Il secondo libro della fantascienza.
La traduzione di Enrico Cecchini, intitolata La congiuntura, è stata inclusa nell'antologia Minaccia dalla Terra pubblicata nel luglio 1967 nel volume n. 19 della collana Gamma.
Nel 1999 è stato incluso nell'antologia I grandi maestri della SF (The SFWA Grand Masters: Volume One), curata da Frederik Pohl, che raccoglie una selezione di opere degli scrittori premiati con il Grand Master Award dalla SFWA; la traduzione italiana di Roberto Marini è stata pubblicata dalla Mondadori nel 2001 nel volume n. 1416 della collana Urania, in questa edizione il racconto è stato intitolato L'anno del jackpot.
Una traduzione in francese è apparsa nel 1968.

## Trama
Potiphar Breen, uno scapolo di mezza età, è in un bar di Los Angeles dove sta prendendo appunti da diversi giornali su varie notizie apparentemente non correlate; ad un tratto si accorge che una giovane donna si sta togliendo i vestiti alla vicina fermata dell'autobus.
Egli conta con attenzione il pagamento, aggiungendo una mancia esattamente calcolata e raggiunge la ragazza, nel frattempo una coppia di travestiti di passaggio cerca di provocare il poliziotto intervenuto per arrestarla.
Quando Breen copre la donna con il suo soprabito il poliziotto desiste, per evitare che la pubblicità susciti lo spirito di emulazione in altri svitati.
Lui porta a casa sua la giovane, che si chiama Meade Barstow, lascia che si rivesta e dopo averle assicurato che non intende approfittare di lei le pone una serie di domande.
Meade non ha idea del perché ha avuto l'impulso improvviso di togliersi i vestiti, ma Potiphar non è sorpreso dall'accaduto perché negli ultimi tempi un gran numero di donne si sono denudate in pubblico, la notizia è stato messa a tacere.
Breen è uno statistico che lavora per una società di programmazione industriale calcolando probabilità e prevedendo tendenze, ma il suo interesse principale sono i cicli ricorrenti che caratterizzano il comportamento umano: prezzi, salari, orli delle gonne, mode e intere economie crollano per poi risalire senza alcun motivo se non quello di seguire gli alti e bassi di un ciclo.
Tre grandi cicli hanno toccato il fondo nel 1929, provocando il Martedì nero, ora nel 1952 tutti i cicli positivi toccheranno il minimo e tutte quelli negative raggiungeranno un picco entro circa sei mesi.
Breen spiega a Meade che «Quest'anno, la razza umana si è fatta crescere i suoi capelli, titilla le labbra con un dito e mugola "brl, brl, brl"».
lo spogliarello di Meade, insieme con il diffuso travestitismo pubblico, la nudità cerimoniale delle nuove chiese e tutte le altre piccole follie sono semplicemente sintomi di tendenze inesorabili.
Secondo Breen, gli esseri umani sono lemming che si stanno dirigendo, statisticamente, nel senso indicato dai cicli.
Meade e "Potty" iniziano a frequentarsi mentre, con il passare delle settimane, la follia del mondo aumenta.
Quando entrambi perdono il lavoro e un lungo periodo di siccità viene interrotto da piogge torrenziali decidono che è "ora di saltare" e partono con la macchina di Breen, carica di provviste, vestiti e libri, mentre sono in viaggio si verifica un forte terremoto, poi sono sconvolti da un'esplosione nucleare che sembra distruggere Los Angeles, infine un uomo armato tenta di rubare la macchina ma Meade gli spara con una pistola che le ha dato Breen.
Nel finale i due sono in una baita isolata dove si sono rifugiati ad aspettare che le cose si stabilizzino: si è scatenato uno scambio nucleare su vasta scala e Breen ha ucciso alcuni soldati russi, ma ora il mondo è in pace e Breen può riprendere la lettura delle sue riviste di astrofisica.
Si imbatte così in un articolo in cui l'autore calcola le esatte condizioni necessarie perché il Sole esploda in una nova e formula anche delle previsioni su quando nella vita del Sole questo potrebbe accadere.
Meade esce dalla baita per raggiungere Potiphar e guardare il tramonto, ma c'è una macchia solare piuttosto grande sulla faccia del Sole, improvvisamente Breen si rende conto che questo non è solo un brutto anno, leggendo di nuovo l'articolo capisce che è l'ultimo anno, «... c'e qualcosa di strano in questo tramonto» dice Meade, «No, cara... nel Sole» risponde Potiphar.

## Temi
Il racconto tocca i ricorrenti temi di Heinlein del survivalismo e del puritanesimo dei costumi sociali del tempo.
Quando sono soli nel rifugio i due protagonisti si sposano celebrando tra loro il matrimonio, anche se in questo caso sembrano voler attenuare la trasgressività della convivenza more uxorio che sta iniziando, questo è un tipico tema di Heinlein: situazioni simili sono narrate in Abisso, Il terrore dalla sesta luna, La via della gloria, Il gatto che attraversa i muri, Lazarus Long, l'immortale, Il numero della bestia, Storia di Farnham e Straniero in terra straniera.

## Critica
Secondo Alexei Panshin è una bella storia, forse perché i personaggi principali restano interessanti e attraenti fino alla fine, per la loro impotenza di fronte al destino dell'umanità, intrappolata senza speranza nella morsa dei cicli.

### Edizioni
- (EN) Robert A. Heinlein, The Year of the Jackpot, in Galaxy Science Fiction su Internet Archive, illustrazioni di Willer, marzo 1952,  pp. 4-37. URL consultato il 25 dicembre 2015.

- Robert A. Heinlein, La congiuntura, in Minaccia dalla Terra (antologia), collana Gamma, traduzione di Enrico Cecchini, n. 19, Edizioni dello Scorpione, luglio 1967,  pp. 95-144.

### Fonti critiche
- (EN) James Daniel Gifford, The New Heinlein Opus List, in Robert A. Heinlein: A Reader's Companion (PDF), Nitrosyncretic Press, 2000, ISBN 978-0-9679874-1-5. URL consultato il 12 ottobre 2015.

- (EN) Alexei Panshin, III. THE PERIOD OF SUCCESS - 7. 1952, in Heinlein in dimension, Chicago, Advent:Publishers Inc, aprile 1968. URL consultato il 1º maggio 2022.